# Clube Esportivo Lajeadense
Il Clube Esportivo Lajeadense, meglio noto come Lajeadense, è una società calcistica brasiliana con sede nella città di Lajeado, nello stato del Rio Grande do Sul.

## Storia
Il club è stato fondato il 4 aprile 1911. Ha vinto il Campeonato Gaúcho Divisão de Acesso nel 1959 e nel 1979.

## Palmarès

### Competizioni statali
- Campeonato Gaúcho Divisão de Acesso: 2

1959, 1979
- Copa FGF: 2

2014, 2015
- Campeonato da Região Sul-Fronteira: 1

2014